# واج
واج در زبان‌شناسی، مجموعه‌ای از آواها است که می‌تواند یک واژه را از واژه دیگر متمایز کند.
برای مثال، در در انگلیسی الگوهای صدایی  /sɪn/ (sin) و /sɪŋ/ (sing) دو واژه متفاوت هستند که با جایگزینی یک واج /n/ با واج /ŋ/ از هم متمایز می‌شوند. کلماتی مثل این‌ها که تفاوت معنایی‌شان از طریق تضاد فقط در یک واج ایجاد می‌شود، جفت حداقلی نامیده می‌شوند. اگر در زبانی دو ترتیب صدایی که فقط در تلفط صداهای نهایی [n] یا [ŋ] تفاوت دارند، دارای معنای یکسانی درک شوند، آنوقت در آن زبان، این دو صدا به صورت انواع واجی یک واج منفرد تفسیر می‌شوند.
یک واج یک انتزاع از یک مجموعه (یا کلاس هم‌ارزی) از صداهای گفتاری (آواها) است که در یک زبان معین با هم برابر درک می‌شوند. صداهای گفتاری که با هم متفاوت‌اند ولی یک تغییر معنادار در واژه ایجاد نمی‌کنند را واجگونه یک واج می‌نامند. تغییر واجگونه ممکن است شرطی باشد، که در آن یک واج معین  به صورت یک واجگونه معین در یک محیط آوایی تحقق می‌یابد، یا در غیر اینصورت، آزاد است، و بر حسب سخنگو یا بر حسب لهجه تغییر می‌کنند. از این‌رو، واج‌ها را معمولا ساخت یک نمایش زیربنایی انتزاعی برای قطعه‌ها یا واژه‌ها در نظر می‌گیرند، درحالیکه صداهای گفتاری تحقق آوایی متناظر یا «حالت سطحی» را می‌سازند. 
واج کوچک‌ترین بخش گفتار است و جایگزینی آن با واجی دیگر تفاوت معنایی ایجاد می‌کند. واج کوچک‌ترین یکای(واحد) آوایی مستقلی است که به کمک آن تکواژ ساخته می‌شود (یک یا چند تکواژ یک واژه را می‌سازند). مثلاً واژهٔ «ما» از دو واجِ /م/ (/m/) و /ا/ (/ɒ/) تشکیل شده‌است بخش عمدهٔ واج، جداسازی واحدهایِ گفتاری از یکدیگر و ایجادِ تمایز بین معانیِ واحدهایِ گفتاری است و می‌توان گفت از ترکیب واج‌ها و به‌عبارتِ دیگر، «از ترکیب واحدها و قالب‌هایِ صوتی با واحدها و قالب‌هایِ معنائی، سامانه ارتباط یعنی زبان به‌وجود می‌آید.

## نماد
طبق قرارداد، واج‌ها را موقع ترانویسی بین اسلش قرار می‌دهند، درحالیکه صداهای گفتاری (آواها) بین براکت قرار میگیرند. از این رو، /pʊʃ/ نمایش‌دهنده ترتیب واج‌های /p/, /ʊ/, /ʃ/ برای کلمه push در انگلیسی است، و [pʰʊʃ] نمایش‌دهنده ترتیب آوایی صداهای [pʰ] (aspirated p), [ʊ], [ʃ] است (یعنی تلفظ معمول push).

## زبان
هر اجتماعِ زبانی، خواه صورتِ نوشتاری برای زبانِ خود داشته باشد یا نه، از شمارِ معدودی از واج‌ها استفاده می‌کند که الزاماً مشابه واج‌هایِ زبان‌هایِ دیگر نیستند. از دیدگاهِ زبانشناسی همه زبان‌ها واجی هستند. یعنی واج‌هایِ هرزبان قابل تجزیه و توصیف هستند و از تجزیه و تشخیصِ آنها تعدادِ واقعیِ واج‌هایِ آن زبان در یک مقطعِ زمانیِ مشخص، تعیین و روشن می‌شوند. تا امروز معلوم شده‌است که «زبانِ هاوایی با ۱۳ واج، کمترین واج‌ها و گونه‌ای از زبان‌هایِ قفقازی با ۷۵ واج، بیشترین واج‌هایِ زبان‌هایِ شناخته‌شده را دارا هستند».
در آوانویسی واجیواج‌نویسه‌ها در داخلِ دو خط مورب / / نوشته می‌شوند و این سبک، برگرفته از سبکِ واج‌نویسیِ دنیل جونز است. در آوانویسی آوایی که آوانویسی‌ای با ذکر جزئیات بیشتر همچون نمایش واج‌گونه‌ها است واج‌نویسه‌ها بین دو کروشه باز و بسته [ ] قرار می‌گیرند و به‌طور معمول در هر دو از الفبای آوانگاری بین‌المللی استفاده می‌شود.
تلفظ واج‌ها نزد همهٔ گویش‌وران یک زبان لزوماً یکسان نیست، با این حال این تفاوت‌های تلفظی به معنی وجود دو واج نیست. مثلاً [w] و [v] در زبان فارسی از لحاظ واج‌شناختی معادل‌اند، چرا که هیچ دو واژه‌ای را (مسلماً با معنای متفاوت) نمی‌توان یافت که در آنها تفاوت تنها در [w] و [v] باشد. در بعضی لهجه‌های فارسی «و» را [w] و در بقیه [v] تلفظ می‌کنند. اما همین دو صامت در زبان انگلیسی دو واج متفاوت‌اند چرا که جایگزینی یکی با دیگری در معنای کلمه تغییر ایجاد می‌کند. به جفتی حداقلی که تمایز دو واج را نشان می‌دهد جفت کمینه می‌گویند. با حسابی مشابه دو واج «م» و «ب» دو واج متفاوت‌اند چرا که در جفت کمینهٔ «ما» و «با» تنها با تغییر «م» به «ب» معنی تکواژ تغییر کرده‌است.

## تفاوتِ واج با نویسه (حرف)
باید توجه شود که واج با حرف متفاوت است. حرف صورت مکتوب واج است و واج صورت ملفوظ حرف. علاوه بر این رابطهٔ این دو لزوماً یک‌به‌یک نیست. ممکن است بعضی واجها صورت مکتوب نداشته باشند. مثلاً برای مصوت‌های کوتاه در خط فارسی حرف جداگانه‌ای وجود ندارد، اگرچه می‌توان واج‌های ـَـِـُ را در خط به کمک نشانه‌هایی مشخص کرد. از طرف دیگر در فارسی تنها یک واج با صدای «ت» وجود می‌دارد در حالی که در الفبای فارسی دو حرف ت و ط یکسان (به صورت ت) تلفظ می‌شوند. از همین روست که تنها با تکیه بر صورت ملفوظ کلمه و بی‌توجه به زمینهٔ سخن دو کلمهٔ «حیات» و «حیاط» را باز نمی‌توان دانست؛ ولی در زبان عربی ت و ط نشانهٔ دو واج متفاوت‌اند از این روست که عربی‌گویان «حیاط» و «حیات» را متفاوت تلفظ می‌کنند.
و نیز در مورد واج‌های /س/ و /ص/ و /ث/ در فارسی یک واج تلقی می‌شوند.

## واج‌شناسی
شاخه‌ای از زبان‌شناسی که بررسی واج‌ها می‌پردازد، واج‌شناسی نام دارد.

## واج‌ها
در زبان فارسی ۲۹ واج وجود دارد که به دو دستهٔ واکه(مصوت) (۶ واج) و همخوان(صامت) (۲۳ واج) تقسیم می‌شوند.
- واکه‌ها: /-َ/، /-ِ/، /-ُ و و/، /آ/، /ای/، /و و او/
- همخوان‌ها: /ء و ع/، /ب/، /پ/، /ت و ط/، /ث، س و ص/، /ج/، /چ/، /ح و ه/، /خ/، /د/، /ذ، ز، ض و ظ/، /ر/، /ژ/، /ش/، /غ و ق/، /ف/، /ک/، /گ/، /ل/، /م/، /ن/، /و/، /ی/.[۴]

## واژه‌نامه
1. ↑  phonemic transcription
2. ↑  phonetic transcription
3. ↑  narrow transcription